# Дорис Карева
Дорис Карева (на естонски: Doris Kareva) е една от най-известните в международен мащаб естонски поетеси. 

## Биография и творчество
Дорис Карева е родена през 1958 г. Завършва Тартуския университет през 1983 г. Издава 14 стихосбирки и един сборник с есета, а творбите ѝ са преведени на над двадесет езика.  Поезията на Карева е много лична, но е на тематика, свързваща човешките преживявания с природата и метафизиката.  Освен авторка е и преводачка, например на творби на Ахматова, Дикинсън, Джубран, есета на Одън и пиеси на Шекспир. Работи в САЩ, Швеция, Дания, Гърция, Ирландия, Фландрия и Италия като журналистка и за ЮНЕСКО. Съставя антология на съвременната ирландска поезия. Удостоена е с литературни награди. 
През 1993 г. Карева печели държавната културна награда и дава началото на „Стипендия сламка“, която осигурява финансиране на публикации за десет млади естонски поети. Към 2015 г. работи като генерален секретар на Естонската национална комисия за ЮНЕСКО и участва в Бюрото за образование и култура на държавния департамент на САЩ. 
През 2014 Карева работи с естонския поет Юрген Роосте (Jürgen Rooste) работи върху проекта „Танц на живота“ (Dance of Life), поемите от който са и текстове на музикален албум. 